# Ушки
Ушки — затока на півночі Охотського моря на схід від півострова Лисянського між північним вхідним мисом бухти Кулку та мисом Ржавим.
Береги затоки по всій довжині високі та скелясті; низькі та піщані ділянки берега є тільки на північно-західному березі та поблизу гирл річок, що впадають до неї. До берегів затоки підступають гори висотою 400—700 м. Вздовж північно-західного берега затоки тягнеться на 5,5 км прісноводне озеро з питною водою.